# Stazione di Savona Parco Doria
La stazione di Savona Parco Doria è il principale scalo ferroviario merci savonese, posto alla confluenza di due linee ferroviarie: Genova-Savona-Ventimiglia Confine Francese e Savona Parco Doria-Savona Marittima.

## Strutture e impianti
Lo scalo savonese è situato nel quartiere periferico di Legino, posto lungo l'asse di scorrimento veloce di Via Stalingrado. La stazione è gestita da un impianto ACEI composta da 37 binari atti a movimentare convogli in arrivo e in partenza. In detto impianto trovano posto: le Officine Regionali di Trenitalia (OMV/OMR) formate da una costruzione di venti binari e il Deposito Locomotive: nove entrate/uscite, tre delle quali possono alloggiare treni completi.

## Raccordi
Lato levante sono presenti quattro bretelle: una per la Stazione Centrale di Savona Mongrifone, una per il Deposito Locomotive, una per la stazione di Savona Marittima ed infine quella per Officine di Trenitalia (OMV/OMR). Lato ponente è presente la bretella per lo scalo di Vado Ligure Z.I.

## Movimenti
Il traffico è costituito da treni merci operati da Fuorimuro, DB Cargo, OBB, Captrain e Mercitalia che interessano prevalentemente le direttrici di Torino Smistamento, Milano Smistamento, Marcianise Scalo, Cervignano del Friuli Scalo, Domodossola Domo II, Castelguelfo di Bologna, Pisa San Rossore, Ventimiglia, La Spezia e Padova Interporto.

## Manovre
Gli smistamenti all'interno dello scalo ferroviario vengono operati da mezzi di trazione di Mercitalia e Trenitalia. La trazione da/per la stazione di Savona Marittima viene effettuata indistintamente sia da locomotori dell'Autorità di Sistema Portuale del Mar Ligure Occidentale - Direzione di Scalo Savona, sia da mezzi di Trenitalia che Serfer.

## Traffici
A partire dal 12 dicembre 2019, con l'inaugurazione del Vado Gateway Terminal nuovo imponente centro container deep-sea gestito da APM Terminals Vado Ligure S.p.a, società italiana composta da APM Terminals (50,1%), Cosco Shipping Ports (40%) e Qingdao Port International (9,9%), sono ulteriormente incrementati i traffici di treni porta container. Tra non molto quando il terminal opererà a pieno regime, dallo scalo savonese saranno formati mediamente 15/20 treni/settimana con destinazione i principali interporti del Nord Italia.